# Audan Turar Rysqulow
Der Audan Turar Rysqulow (kasachisch Тұрар Рысқұлов ауданы Turar Rysqulow audany, russisch район имени Турара Рыскулова rajon imeni Turara Ryskulowa) ist ein Bezirk im Gebiet Schambyl in Kasachstan.

## Geografie
Der Audan Turar Rysqulow grenzt im Norden an den Audan Mojynqum, im Osten an den Audan Merki und im Süden an den Oblus Talas in Kirgisistan. Im Südwesten grenzt er an den Audan Schambyl und im Westen an den Audan Baisaq.
Die Landschaft des Bezirks ist im südlichen Teil gebirgig mit bis zu 3000 Meter hohen Gipfeln des Kirgisischen Gebirges. Der nördliche Teil ist geprägt durch die Sandwüste Mujunkum. Am Nordhang des Gebirges entspringen rund um Lugowoi und Qulan mehrere kleine Flüsse, die dort zum Fluss Kuragaty zusammenfließen. Das Klima ist kontinental, die Winter sind eher mild, die sind Sommer heiß. Der meiste Niederschlag fällt im südlichen Teil des Bezirks, im nördlichen und von Wüste bedeckten Teil ist der Niederschlag gering.

## Geschichte
Der Bezirk wurde am 4. März 1938 als Rajon Lugowoje gegründet, benannt nach dem Verwaltungszentrum des Rajon, dem Ort Lugowoje (heute: Qulan). Er entstand durch die Abtrennung vom benachbarten Rajon Merke.
Nach der Unabhängigkeit Kasachstans von der Sowjetunion wurde der Bezirk am 11. März 1999 umbenannt, seitdem trägt er den Namen Turar Rysqulow. Benannt ist er nach Turar Rysqulow, einem kasachisch-sowjetischen Politiker des 20. Jahrhunderts.

## Bevölkerung
Bei der Volkszählung 1999 hatte der Audan Turar Rysqulow 61.454 Einwohner. Die letzte Volkszählung 2009 ergab für den Bezirk eine Einwohnerzahl von 63.691. Die Fortschreibung der Bevölkerungszahl ergab zum 1. Januar 2025 eine Einwohnerzahl von 66.725.
| Einwohnerentwicklung               | Einwohnerentwicklung | Einwohnerentwicklung | Einwohnerentwicklung | Einwohnerentwicklung | Einwohnerentwicklung | Einwohnerentwicklung | Einwohnerentwicklung |
| 1939                               | 1959                 | 1970                 | 1979                 | 1989                 | 1999                 | 2009                 | 2021                 |
| ---------------------------------- | -------------------- | -------------------- | -------------------- | -------------------- | -------------------- | -------------------- | -------------------- |
| 23.313                             | 47.037               | 58.260               | 63.137               | 63.738               | 61.454               | 63.691               | 67.216               |
| Anmerkung: Volkszählungsergebnisse |                      |                      |                      |                      |                      |                      |                      |

## Verwaltungsgliederung
Der Audan Turar Rysqulow ist in 15 ländliche Bezirke (kasachisch Ауылдық округ Auyldyq okrug; russisch Сельский округ Selski okrug) gegliedert (Stand: 2021).
| Ländlicher Kreis | Einwohner | Einwohner | Orte                                                                      |
| Ländlicher Kreis | 2009      | 2021      | Orte                                                                      |
| ---------------- | --------- | --------- | ------------------------------------------------------------------------- |
| Abai             | 1.827     | 2.052     | Jengbekschi, Kökaryq                                                      |
| Aqbulaq          | 3.553     | 3.385     | Baiteli, Qysylscharua, Rachym Säbdenow                                    |
| Aqnijet          | 1.227     | 1.155     | Äbilqajyr, Dinmuchamed Qonajew                                            |
| Aqyrtöbe         | 3.192     | 3.086     | Aqyrtöbe, Maldybai                                                        |
| Kögerschin       | 3.331     | 3.482     | Kögerschin, Qossapan                                                      |
| Kökdönen         | 3.735     | 3.630     | Kökdönen, Qumaryq, Schaqsylyq                                             |
| Lugowoi          | 10.242    | 10.872    | Lugowoi                                                                   |
| Örnek            | 4.274     | 3.949     | Abschapar Schylqyschijew, Örnek, Sälimbai Prmanow, Sungghaity, Scharlyssu |
| Qajyngdy         | 1.662     | 1.646     | Qajyngdy, Mamai, Sögeti                                                   |
| Qaraqystaq       | 4.323     | 4.498     | Kamenka, Qasaq, Schalpaqsas, Tasscholaq                                   |
| Qoraghaty        | 1.558     | 1.200     | Aqqainar, Mamyrtöbe, Qoraghaty, Qoraghaty, Taiqudyq                       |
| Qulan            | 15.714    | 19.749    | Qaraqat, Qulan, Schöngger                                                 |
| Qumaryq          | 3.559     | 3.266     | Alghabas, Qarakemer, Qumaryq                                              |
| Schangaturmys    | 2.446     | 2.415     | Schangaturmys                                                             |
| Terengösek       | 3.048     | 2.831     | Kökaryq, Scholaq-Qajyngdy, Terengösek                                     |